# Harold Riedewald
Cornelis Harold Riedewald (12 de enero de 1933 - 8 de diciembre de 1982) fue un abogado y empresario surinamés. Fue una de las víctimas de los Asesinatos de Diciembre.

## Biografía
Como niño proveniente de una familia bastante pobre, Riedewald ya estaba interesado en el tema de la justicia a una edad temprana. Al igual que Eddy Hoost, fue entrenado por Hugo Pos en la Facultad de Derecho de Surinam; Riedewald tenía especialmente su interés en derecho público y penal. También el y Horst eran miembros de la compañía de teatro Thalia, de la cual Pos era presidente.
Riedewald se convirtió en oficial sustituto y luego en fiscal, pero no le gustaba acusar o condenar a personas. Se cambió al mundo de los negocios y se convirtió en presidente de la compañía Interfood. En esa posición, se enfocó en alentar a las pequeñas empresas industriales involucradas en la producción local.
Después del golpe militar que tuvo lugar en febrero de 1980 conocido como El golpe de los sargentos, perdió su trabajo. Los militares determinaron a partir de entonces la administración de la justicia.
El 11 de marzo de 1982, Surendre Rambocus, Wilfred Hawker y Jiwansingh Sheombar llevaron a cabo un contragolpe infructuoso. Los conspiradores fueron arrestados y acusados de intento de golpe. Siguieron procedimientos judiciales marciales que, según los abogados, fueron un juicio ilegal y falso. Junto con John Baboeram y Eddy Hoost, Riedewald se hizo cargo de la defensa de los sospechosos, incluido Rambocus. Los abogados argumentaron que el intento de golpe por parte de Rambocus contra el régimen de Bouterse no podía ser ilegal, porque este régimen había llegado al poder por medios no legales. En noviembre de 1982, Rambocus fue condenado a 12 años de prisión. Fue encarcelado en el Fuerte Zeelandia, donde Sheombar también terminó.
En la madrugada del 8 de diciembre, Riedewald fue arrestado por los soldados de Bouterse y llevado al Fuerte Zeelandia, donde fue ejecutado. En la morgue, se descubrió más tarde que Riedewald recibió un disparo en la sien derecha y lesiones graves en el lado izquierdo del cuello. La versión oficial del régimen de Bouterse rezó que Riedewald, junto con Baboeram y Hoost, querían liberar a los prisioneros Rambocus y Sheombar para dar un nuevo golpe de Estado en Navidad. Fue enterrado el 13 de diciembre en el cementerio protestante Mariusrust en Paramaribo. Tenía esposa, cuatro hijos y un hijo adoptivo.